# Biskra
Biskra (anciennement Vescera à l'époque romaine puis Biscra, en arabe : بسكرة, en tamazight : ⴱⵉⵙⴽⵔⴰ) est une commune du Nord-est du Sahara algérien, chef-lieu de la wilaya de Biskra, située à 400 km environ au sud-est d'Alger.
Capitale des Zibans et premier pôle urbain saharien, la ville comptait 205 608 habitants en 2008 et se place au 10e rang au niveau national. Elle est située sur un point stratégique, car elle est la porte du désert du Sahara.
La ville est entourée par les monts du Zab. L'activité agricole est très présente, notamment pour la culture des dattes. Localisée au début du désert du Sahara, Biskra possède un climat désertique chaud.

## Toponymie
Le toponyme « Biskra » vient du nom de la ville romaine de Vescera, qui serait selon une première hypothèse, d'origine phénicienne, bien qu'aucune présence carthaginoise sur les lieux ne vient confirmer, et selon une deuxième hypothèse, d'origine latine, ayant le sens de « station ». Vescera/ Bescera serait également le nom d'une tribu sédentarisée du Zab et transformée en communauté civique à l’époque romaine
Plus probablement, Vescera, prononcé [weskera], dériverait du verbe berbère wesker ou esker, signifiant en touareg « être bien établi sur sa base », « être bien fait » ou en kabyle « être moyen », « être plutôt bon », « faire », ou dériverait du mot en tamazight du Maroc central taskart (pluriel taskarin) signifiant « petite plaine » ou « petit terrain plat ».

## Géographie

### Situation
- 1Carte dynamique
- 2Carte Openstreetmap
- 3Carte topographique
- 4Carte avec les communes environnantes

Située au nord du Sahara algérien, au pied du massif de l'Aurès et des monts du Zab, Biskra est surnommée la « reine des Zibans », « porte du désert ». Elle est la porte orientale du Sahara algérien.
La ville se situe à 123 km au sud-ouest de Batna, à 388 km au nord de Ouargla, à 242 de Constantine, à 331 de Skikda, à 332 de Tébessa et à 425 au sud-est d'Alger.
Capitale des Ziban, elle occupe une position centrale dans cette région, entre le Zab Rharbi (secteur de Tolga) à l'ouest, une région agricole prospère et le Zab Chergui (secteur de Sidi Okba).
| El Outaya | Branis  | Branis    |
| El Hadjeb | Biskra  | Chetma    |
| Oumache   | Oumache | Sidi Okba |

### Relief et hydrographie
Elle est située une altitude de 120 m, ce qui fait d'elle une des villes les plus basses d'Algérie ; elle est au pied du col de Sfa (258 m) dans les monts du Zab, à seulement 7 km au nord de la ville, au débouché d’une large dépression qui s’ouvre entre le massif de l’Aurès et l’Atlas saharien occidental.
La ville de Biskra est traversée par l'oued Biskra qui prend sa source dans les Aurès et se jette dans le chott Melrhir, après un parcours d'environ 194km. L'oued est habituellement à sec à Biskra, l'apport propre à chaque crue peut rester relativement faible.

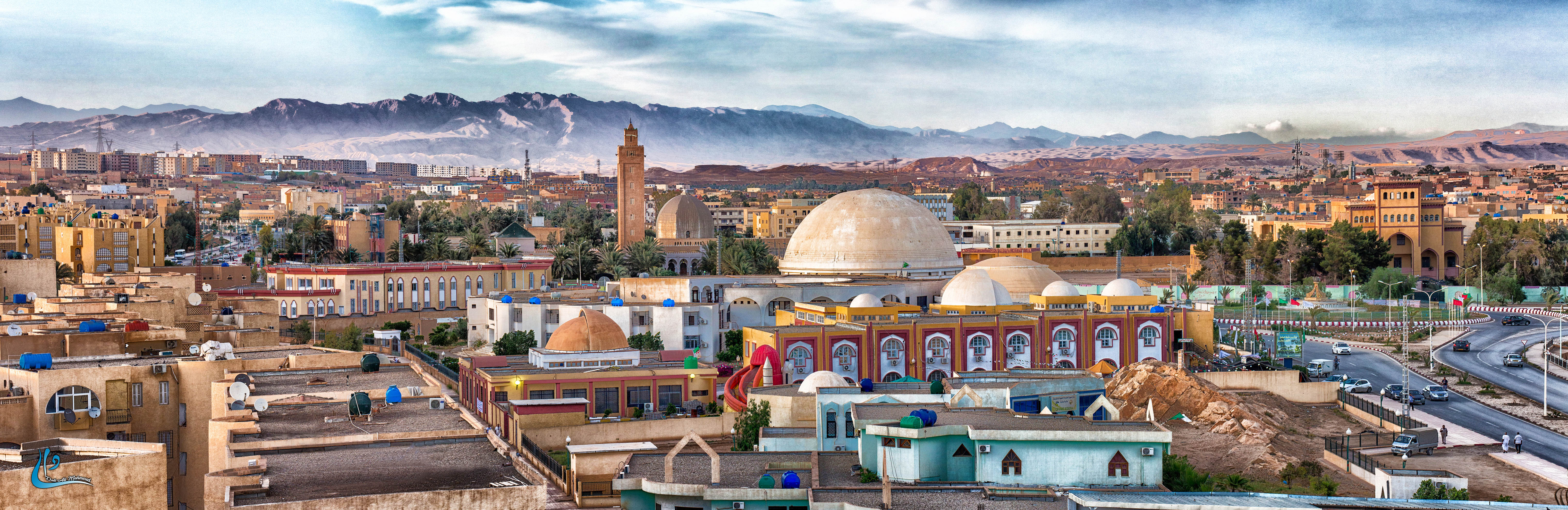
Vue panoramique de Biskra.

### Localités de la commune
Lors du découpage administratif de 1984, la commune de Biskra est composée à partir des localités et lieux-dits suivants :
- Biskra ;
- El Alia Nord ;
- El Alia Sud ;
- Feliache ;
- Aérodrome ;
- Sidi Ghezal.

### Transports
La ville de Biskra est desservie :

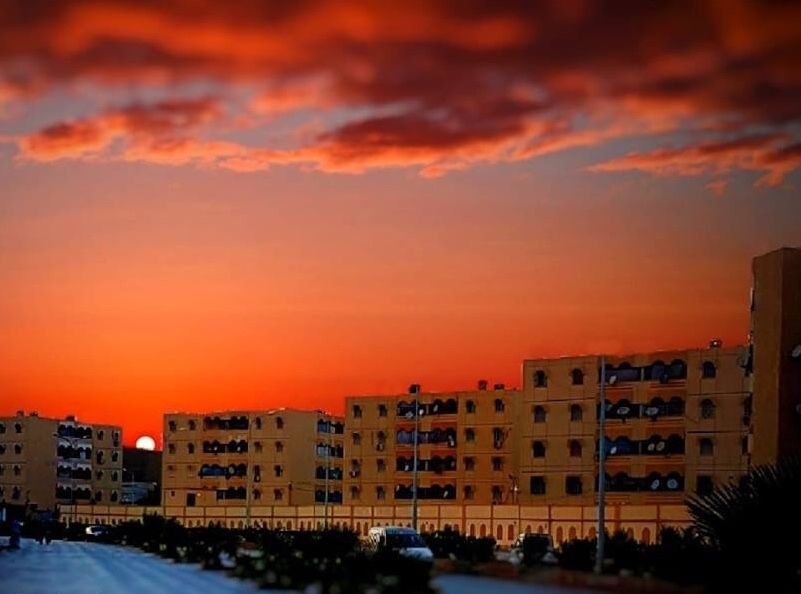
Coucher de soleil sur Biskra.

- par l'aéroport international de Biskra - Mohamed Khider, relié par des vols réguliers à l'étranger[6] ;
- par une ligne ferroviaire la reliant à Skikda et à Touggourt[8] ;
- un tramway est en phase d'étude ;
- par la gare routière SNTV qui se trouve à 11 km du centre-ville ce qui fait 17 minutes en voiture.

### Climat

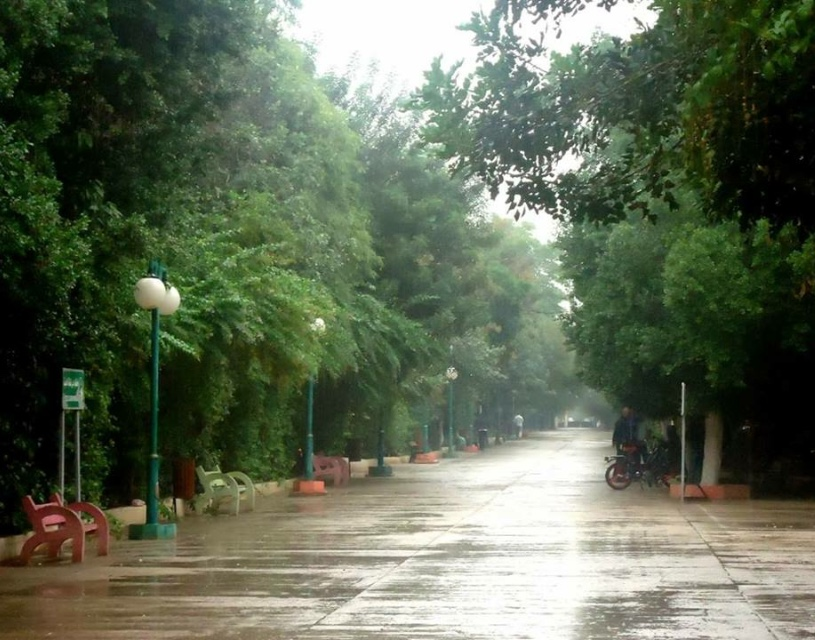
Fortes averses sur Biskra.

Biskra a un climat désertique chaud (classification de Köppen BWh) typique de la région dans laquelle elle se trouve. La ville possède des étés longs et extrêmement chauds et des hivers doux. La température annuelle moyenne est de 21,8 °C.
Le climat y est très aride et la plupart du temps très clair. Les précipitations sont limitées à seulement 128,8 mm par an. Les précipitations sont assez rares malgré quelques averses enregistrées généralement durant les mois les plus froids, principalement novembre. Les chaleurs extrêmes qui règnent durant l'été peuvent causer de violents orages à la fin de celui-ci, qui se produisent généralement en septembre, lorsque le taux d'humidité de l'air devient nettement plus élevé, le taux moyen annuel est 41 % d'humidité. Le mois avec le taux le plus haut à Biskra est décembre avec 59 % d'humidité, juillet est le mois le moins lourd avec seulement 27 % en moyenne par an.
Hormis les précipitations ou l'humidité, les vents sont fréquents durant deux périodes de l'année : vents relativement humides  pendant l'hiver, et vents de sable pendant le printemps.
| Mois                              | jan.  | fév.  | mars  | avril | mai   | juin | jui.  | août  | sep. | oct.  | nov. | déc.  | année   |
| --------------------------------- | ----- | ----- | ----- | ----- | ----- | ---- | ----- | ----- | ---- | ----- | ---- | ----- | ------- |
| Température minimale moyenne (°C) | 6,1   | 7,9   | 11,7  | 16,5  | 20,2  | 26,6 | 28,1  | 27,9  | 25,3 | 18,1  | 11,4 | 7,2   | 17,4    |
| Température moyenne (°C)          | 11,5  | 13,6  | 17,6  | 21,3  | 25,8  | 32,5 | 34,5  | 34,2  | 30   | 23,2  | 16,8 | 12,9  | 22,84   |
| Température maximale moyenne (°C) | 16,9  | 19,2  | 23,4  | 26,1  | 31,3  | 37,6 | 40,9  | 40,4  | 34,7 | 28,2  | 22,1 | 18,5  | 28,28   |
| Record de froid (°C)              | −3    | −0,5  | 1,3   | 3     | 5     | 12   | 16,1  | 15    | 11   | 4,2   | 1    | −5    | −5      |
| Record de chaleur (°C)            | 26    | 31    | 34,8  | 42    | 45,3  | 47,2 | 51    | 49    | 46   | 40,5  | 35,3 | 27,5  | 51      |
| Ensoleillement (h)                | 223,2 | 223,2 | 260,4 | 282   | 319,3 | 333  | 362,7 | 328,6 | 270  | 266,6 | 213  | 210,8 | 3 292,8 |
| Précipitations (mm)               | 17,4  | 10,2  | 13,6  | 13,1  | 11,1  | 5,1  | 1,7   | 5,7   | 10,4 | 11,3  | 20,1 | 9,1   | 128,8   |

| Diagramme climatique                                  |             |              |              |              |             |             |             |              |              |              |            |
| J                                                     | F           | M            | A            | M            | J           | J           | A           | S            | O            | N            | D          |
| 16,96,117,4                                           | 19,27,910,2 | 23,411,713,6 | 26,116,513,1 | 31,320,211,1 | 37,626,65,1 | 40,928,11,7 | 40,427,95,7 | 34,725,310,4 | 28,218,111,3 | 22,111,420,1 | 18,57,29,1 |
| Moyennes : • Temp. maxi et mini °C • Précipitation mm |             |              |              |              |             |             |             |              |              |              |            |

### Végétation
Le couvert végétal est très limité. Les espèces recensées sont généralement cultivées : eucalyptus, acacia, frêne, caroubier, palmier, olivier de Bohème, laurier-rose, tamarix, qui se trouvent au niveau des jardins publics. Des arbres d'alignement (Ficus retusa et acacia) se trouvent également au niveau de quelques artères.

## Histoire

### Période antique

Localisation des cités romaines de l'Afrique romaine.

Les traces de présence humaine dans la région de Biskra, remontent approximativement à 1 000 ans avant J.-C. Biskra et la région des Ziban, alors nommée la « Gétule », faisaient partie de l'empire numide proclamé par Massinissa.
Les Romains ont établi dans la région une ville fortifiée, appelée Vescera, chargée de surveiller les Aurès. La ville est née de la sédentarisation de la tribu de Vescera/ Bescera. Elle est aussi appelée Ad Piscinam, en référence à une source (Hammam Essalihine).
L'oasis de Biskra constitua une étape sur les parcours commerciaux nord-sud depuis l'Antiquité et, sous l'Empire romain, un des points des limes délimitant l'Empire au sud. Vescera s'est développée et devient durant la période chrétienne, le siège d'un évêché, celui de Bescera. Le nom des Besceri est identifiable avec la tribu gélule des Misiciri. Au Ve siècle, les Vandales, qui s'en emparent, exilent son évêque, Optat de Vescera.

### Période musulmane

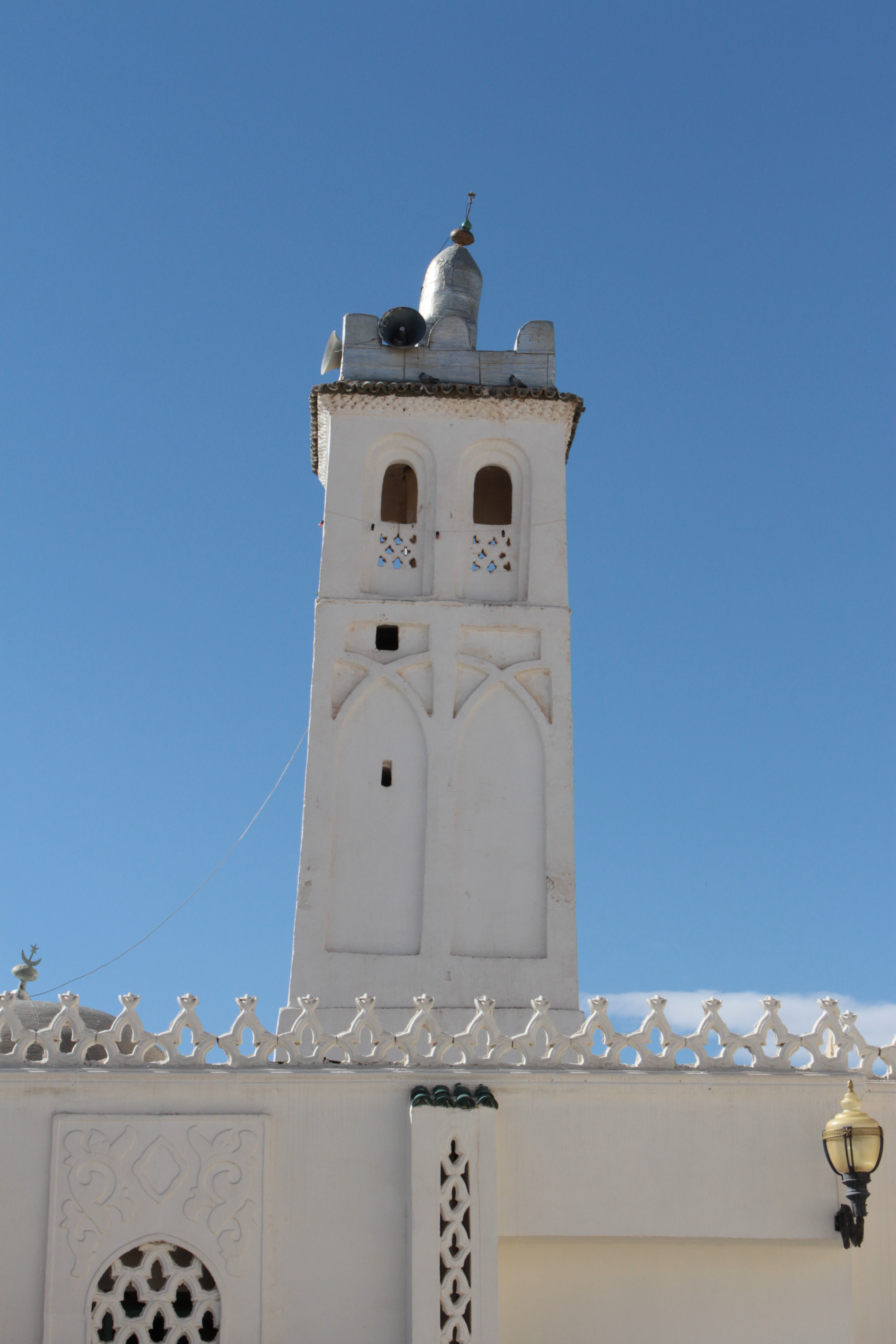
Minaret de la mosquée de Sidi Okba.

Pendant l'ère musulmane, la ville est le siège de Koceïla qui est le commandant des Awerbas et avaient également le pouvoir avec les Chaouis et les Zénètes. Et après ce litige, la ville sera sous le contrôle des Omeyyades[réf. à confirmer].
Le conquérant arabe Oqba ibn Nafi est mort dans les environs de la ville. Une mosquée sera érigée à l'endroit de son décès et elle portera son nom (la mosquée de Sidi Okba). Le rayonnement commercial et culturel de Biskra continuait de s'affirmer avec la conquête musulmane. Au début de la période islamique, la région du Zab connaît la diffusion du courant ibadite.
Dès le IXe siècle, Biskra devient un centre important grâce au commerce saharien. Elle supplante Tobna et devient le centre actif d'une province et la concurrente directe de Sedrata. La ville est gérée par un conseil administratif au sein duquel siègent les représentants des principales familles. Après les Fatimides, Biskra et sa région passèrent ensuite sous le contrôle des Hammadides. Sous les Hammadides, elle est autonome avec un conseil de cheikh où deux familles se disputent la prééminence: les Banou Rummān et les Banou Sindi.
L'arrivée des Arabes hilaliens au XIe siècle, provoque la formation d'une nouvelle carte socio-religieuse dans la région et contribue à arabiser les autochtones. Ils occupent les lieux puis les Almohades vont les en chasser au début du XIIe siècle et y imposer leur domination. C'est à cette époque qu'elle supplante Tobna et définitivement Tabouda.

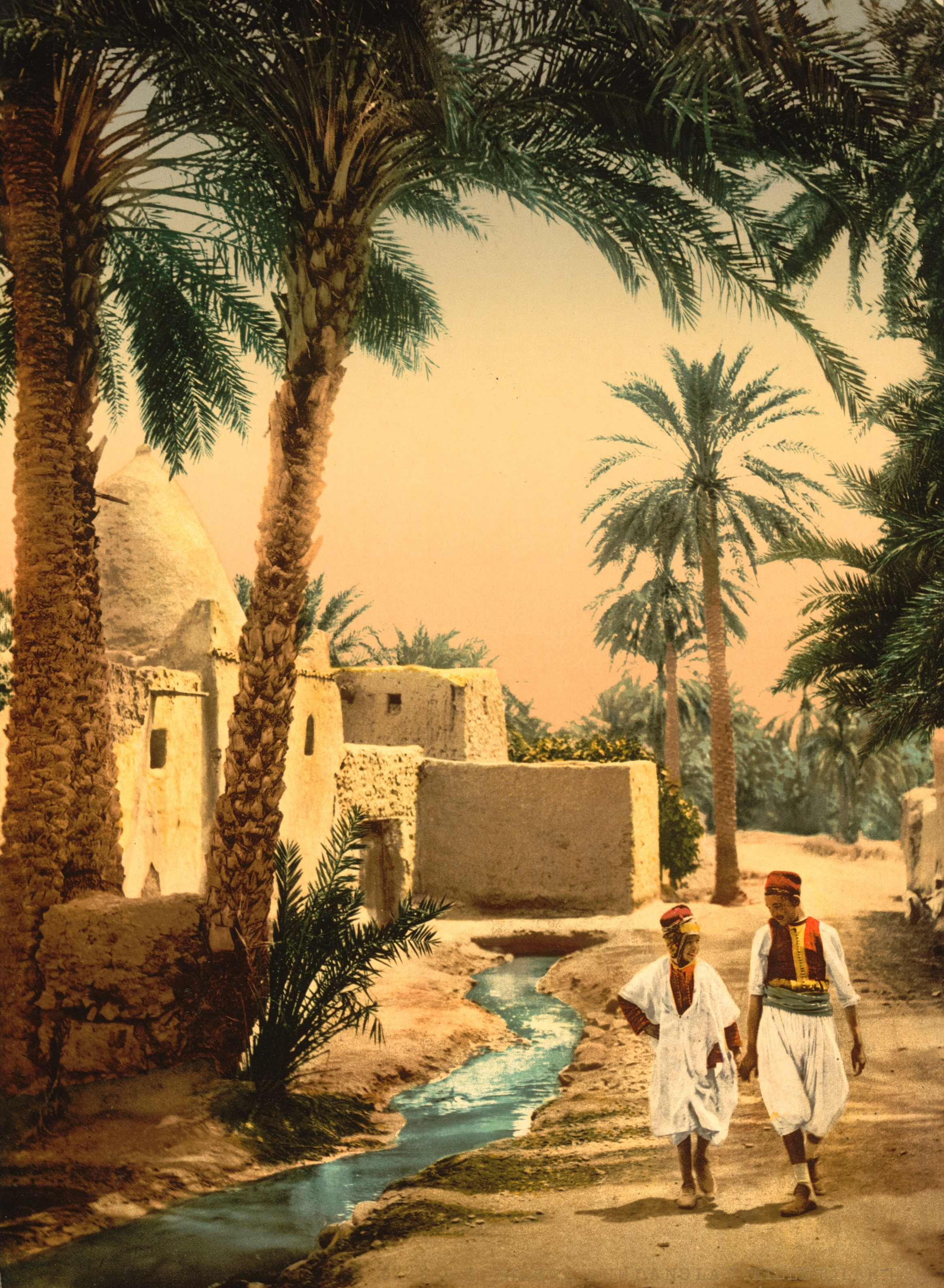
Vieille ville de Biskra.

Au XIe siècle, Al-Bakri qui décrit son bel aspect et sa prospérité, ses remparts et la richesse de son oasis, écrit que les habitants de Biskra sont des convertis au malikisme et que sa région était peuplée de Berbères Sadrâta et Maghraouas, et le mentionne comme une étape nécessaire de la route d'Oran à Kairouan. Au XIIe siècle, Al Idrissi situe Biskra sur eux grands axes, le premier Est-ouest et le second nord-sud, de Bougie à Tobna.
Biskra était reliée aux réseaux juridiques et son apparition dans le corpus juridique malikite de la fin du Moyen Âge marque la disparition totale de l'ibâḍisme du Zâb. C'est à la fin du XIIIe siècle que Biskra est dotée d'une citadelle. Au XIVe siècle, elle atteint son apogée politique mais aussi économique. On y reçoit les ambassadeurs du Mali pour traiter des affaires, et ce, malgré la concurrence de Ouargla et Touggourt.
Biskra s'impose au XIVe siècle comme la véritable capitale du Zab, sous la famille des Béni Mozni, qui s'appuyaient tour à tour sur les différentes dynasties du Maghreb et les tribus nomades du Sahara pour imposer leur hégémonie. En effet, elle devient la capitale d’une principauté pratiquement indépendante et prospère. Les Béni Mozni s'allient aux souverains de Béjaïa, de Tlemcen ou de Fès.
À la fin du XVe siècle, Biskra et le Zab deviennent le fief des nomades arabes Dawāwida. La ville fut occupée par les Turcs au XVIe siècle, à la suite des deux expéditions de Hassan Agha en 1542 et de Salah Raïs en 1552, viennent y établir une garnison et y construire un fort.

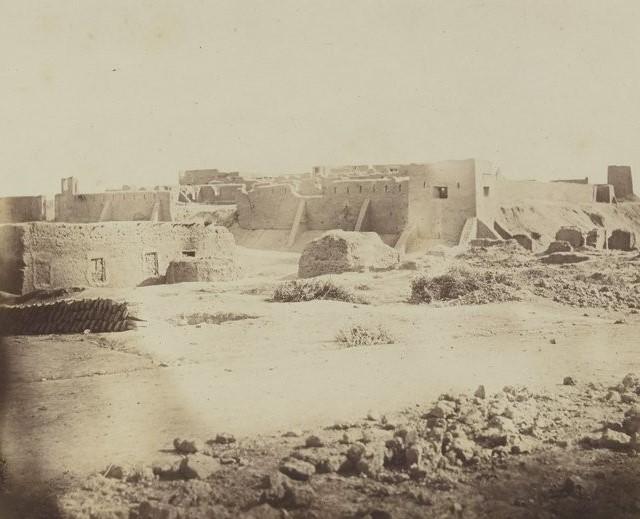
La Casbah au vieux-Biskra, dans les années 1850.

Le beylik de l'Est s'appuie sur Biskra pour s'assurer le contrôle de la région. Hassan Agha donne à Ali Bou Akkaz, le titre de Cheikh El Arab avec le commandement des tribus du Zab. Pendant toute l'époque ottomane, la ville et les Ziban étaient dominés par deux grandes familles, les Benganah et les Bouakkaz, qui s'y disputaient le pouvoir. En 1680, une épidémie de peste provoque le décès de 7 000 personnes. Des Biskris vivaient dans l'agglomération algéroise, notamment dans les gourbis de Bab-Azzoun, et occupaient des métiers tels que ceux de portefaix, d'agent de police ou de vidangeur.

### La période coloniale

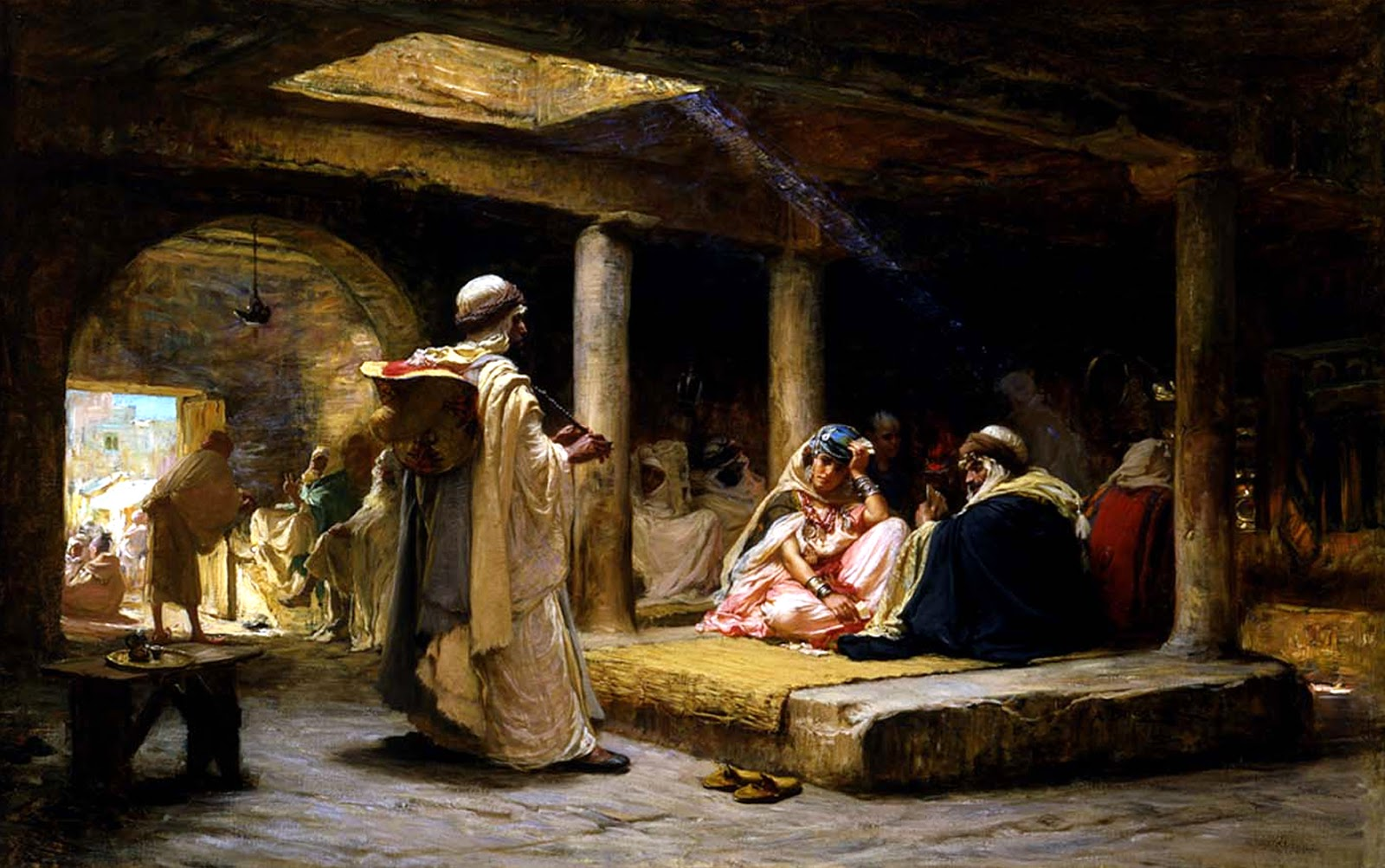
Café à Biskra, par Frederick Arthur Bridgman (1884).

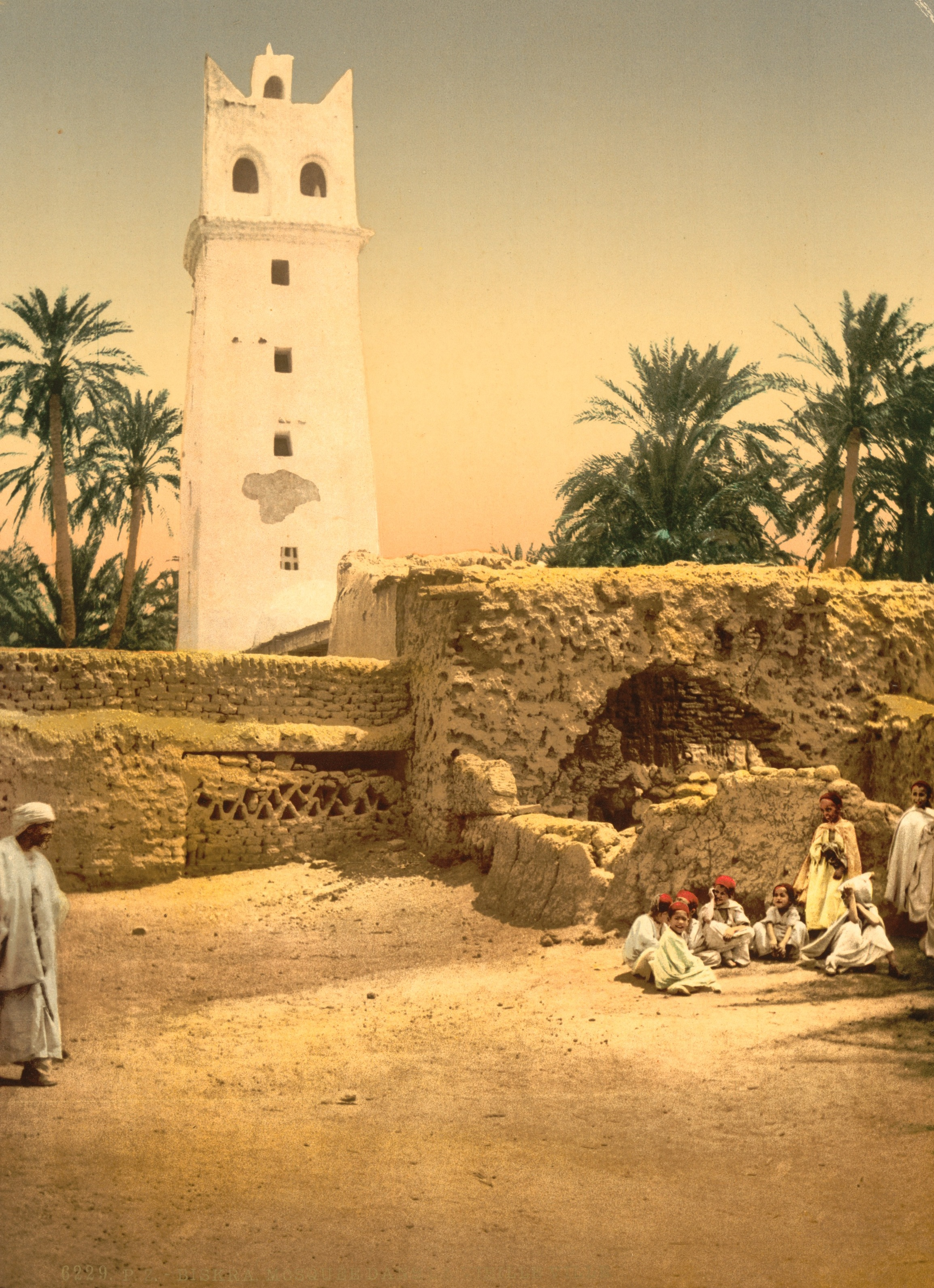
Biskra à la fin du XIX

Biskra est occupée par le duc d'Aumale le 4 mars 1844. À l'arrivée des Français, Ahmed Bel Hadj, le représentant d'Abdelkader  dans l'oasis, s'était replié avec ses hommes. Les habitants se révoltent ; dès 1844, la garnison française est massacrée. L'émir Abd El-Kader dirige tout le Zab. Le mouvement va s'étendre à la région des Zaatchas. Les Zaatchas se révoltent sous la direction du cheikh Bouziane. Une « ville française » se développe à côté de la « ville arabe ».
Les Ben Gana sont restés la famille la plus influente et ont occupé la plupart des postes de commandement de la région. Quelques Juifs vivaient dans la ville vers 1960. La plupart de ses membres étaient originaires de la ville ou de ses environs : Ouled Djellal, Tolga, Sidi Okba ou El Oued. Certains vivaient de la même manière que les musulmans, et certains étaient aussi agriculteurs, producteurs de dattes, notamment dans l'oasis de Gharta. La nouvelle synagogue construite dans les années 1950 fut changée en chambre de commerce lors de l'indépendance.
Dans le cadre de l'organisation du Front de libération nationale, Biskra fait d'abord partie de la Zone 1 (Aurès) sous la direction de Mostefa Ben Boulaïd ; à partir du congrès de la Soummam (août 1956), elle relève de la Wilaya VI (Sahara). Dans la nuit du 31 octobre au 1er novembre 1954, le poste de police de Biskra  est attaqué, ce qui marque le début de la guerre d'Algérie. La région joua un rôle important sous la conduite du colonel Si El Haouès.

## Administration

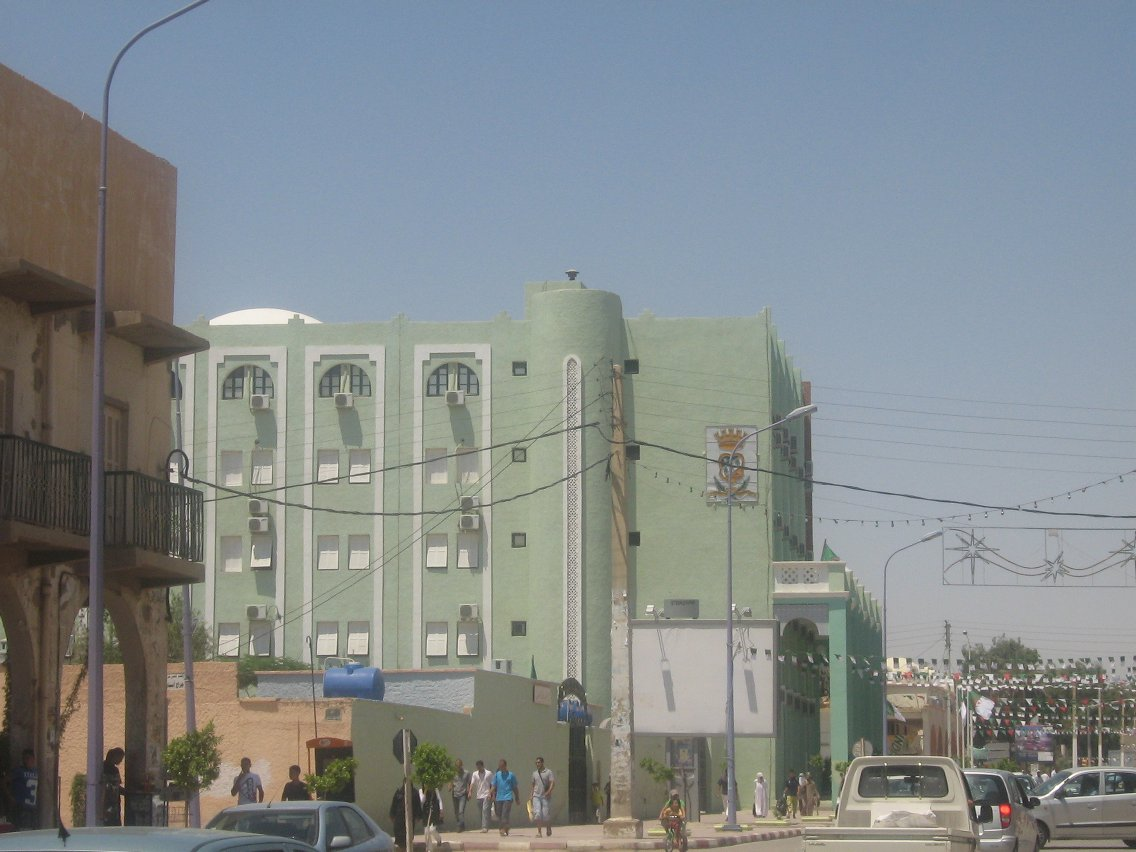
Mairie de Biskra

Biskra jouit d'un triple statut administratif. Elle est chef-lieu de wilaya et capitale micro-régionale des Zibans. Après l'indépendance, elle était chef-lieu de daïra des Aurès, jusqu'en 1974. Elle constitue l'élément majeur de l'organisation de l'espace wilayal. Par la concentration de l'administration centrale, des établissements financiers, des sièges de sociétés nationales, des directions générales, des entreprises publiques et privées, et des commerces, elle constitue le relais économique et administratif de l'influence nationale sur l'ensemble du territoire wilayal.
Durant la période coloniale, la « ville arabe » devient une « commune indigène », administrée par les officiers des Affaires indigènes ; elle inclut alors les postes de T'Kout et d'Ouled Djellal. La « ville française » et les alentours de Biskra (80 km2) sont érigés en commune mixte par arrêté du 6 novembre 1868 puis en commune de plein exercice par décret du 22 mai 1878,. Elle est rattachée à l'arrondissement de Batna (département de Constantine). T'kout est alors rattaché à la commune mixte de l'Aurès (chef-lieu : Arris). Par décret du 12 décembre 1905, le reste de la « commune indigène » est rattaché territoire de Touggourt. Une base aérienne (BA 212, actuel aéroport Mohamed Khider) s'y installe vers 1920. Par arrêté du 26 avril 1933, la « commune indigène » devient une commune mixte.
En 1956, Batna devient une préfecture et Biskra une sous-préfecture du département de Batna (ou : « de l'Aurès ») ; la commune mixte intègre l'arrondissement de Biskra et les anciens douars deviennent des communes.

## Démographie

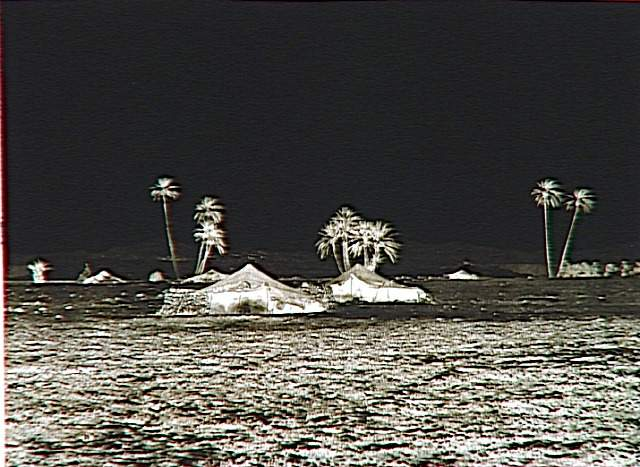
Une tente des nomades à Biskra.

Selon le recensement général de la population et de l'habitat de 2008, la population de la commune de Biskra est évaluée à 205 608 habitants, dont 204 661 habitants dans l'agglomération urbaine. Elle est la première agglomération urbaine du Sahara algérien et la dixième du pays.
L'attractivité de l'agglomération de Biskra s'inscrit spatialement sur l'Est algérien d'Illizi à Skikda. La commune ne dispose pas d'agglomération secondaire. Elle se compose d'une grosse agglomération chef-lieu et d'une zone éparse.
En 1987, la ville comptait 128 000 habitants, elle avait subi les retombées de l’exode rural qui a fait augmenter la population de l'ordre de 62% par rapport à celle, estimée en 1977; ces populations, nés hors de la ville, sont originaires des Zibans essentiellement.
La ville de Biskra était la seule ville, dans les années 1950, de tout le Sahara qui comptait plus de 50 000 habitants.
| 1977   | 1987    | 1998    | 2008    |
| ------ | ------- | ------- | ------- |
| 90 471 | 128 281 | 177 060 | 204 661 |

## Urbanisme

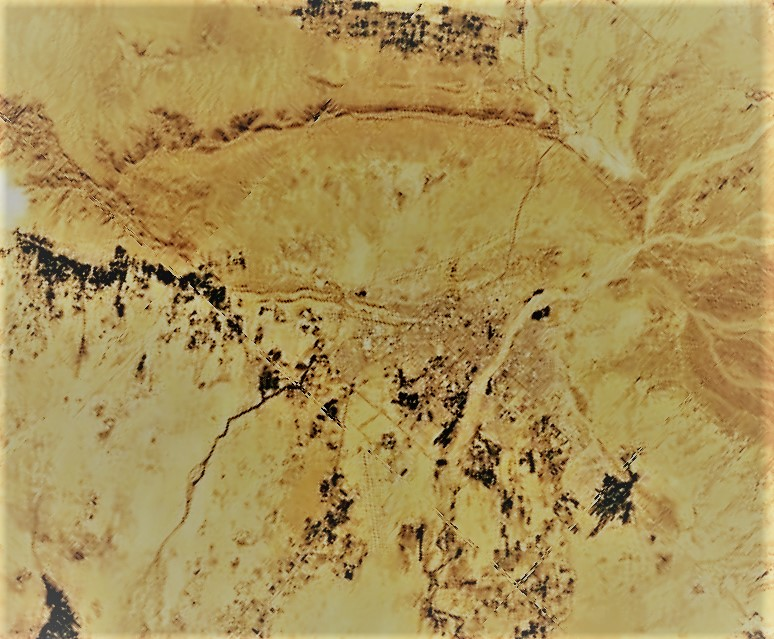
Vue satellite de Biskra.

Réputée pour sa palmeraie, Biskra semble avoir depuis longtemps rompu avec son statut oasien. En effet, elle s'est développée à l'époque coloniale au tracé en damier. Les faubourgs algériens, populaires et denses, se sont constitués sur sa frange sud, coincés entre noyau colonial et palmeraie. L'urbanisme est désormais, similaire à celui du Nord du pays, peu adapté à une région aride.
La véritable urbanisation de la ville commence avec la conquête musulmane. Le premier noyau urbain à l'intérieur de la palmeraie au sud de la ville actuelle remonte à la période ottomane, les Turcs édifièrent un fort avec trois portes : Bab El Dharb, Bab El Feth et Bab El Mekbra. Durant la seconde moitié du XVIIe siècle, une épidémie de peste ravage la ville et conduit à l'abandon du site initial et la création de nouveaux ksour à l'intérieur de la palmeraie. Ces sept pôles de peuplement représentent les sept vieux quartiers de l'agglomération de Biskra. Ils sont répartis sur un tracé régulier linéaire : Guedacha, Medjniche, Ras El Gueria, Mcid, Bab El Dharb, Bab El Feth et Sidi Barkat.

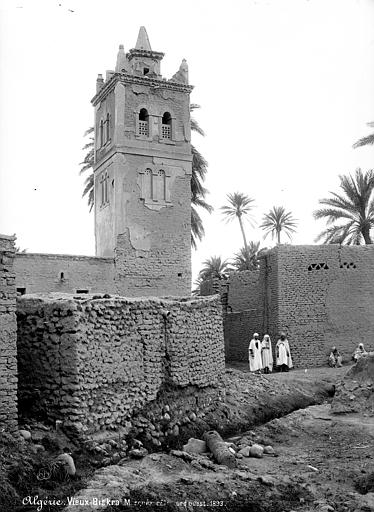
Constructions en toub du vieux Biskra.

L'avènement de la colonisation française de l'Algérie en 1830, apporte une rupture à la fois sociale et spatiale dans le tissu urbain de la ville . Une ville coloniale voit le jour, située au nord de la palmeraie formalisant ainsi la ségrégation des populations algériennes ( indigènes) et Européens. Au sud de cette nouvelle ville, émergèrent des quartiers d'habitat destinés aux autochtones attirés par les activités économiques de la ville. Le plan de Constantine, en plein Guerre d'Algérie apporte son lot de programmes de logements sociaux au profit des populations algériennes avec l’édification de grands ensembles .
Après l'indépendance de l'Algérie, la croissance urbaine de Biskra s'est faite en tache d'huile. L'urbanisation accélérée a permis l'articulation entre la vieille ville et la ville coloniale. Mais ces espaces étaient limités. Dans un premier temps, l'urbanisation s'est poursuivie vers l'ouest et a franchi la voie ferrée. Puis, la topographie limitant vite les possibilités dans cette direction; une extension de l'urbanisation de la ville s'est orientée vers l'oued Biskra ou la construction de trois ponts qui enjambent l'oued, ont permis d'englober la banlieue de Chetma, à sept kilomètres à l'est dans l'agglomération de Biskra.

## Culture et patrimoine

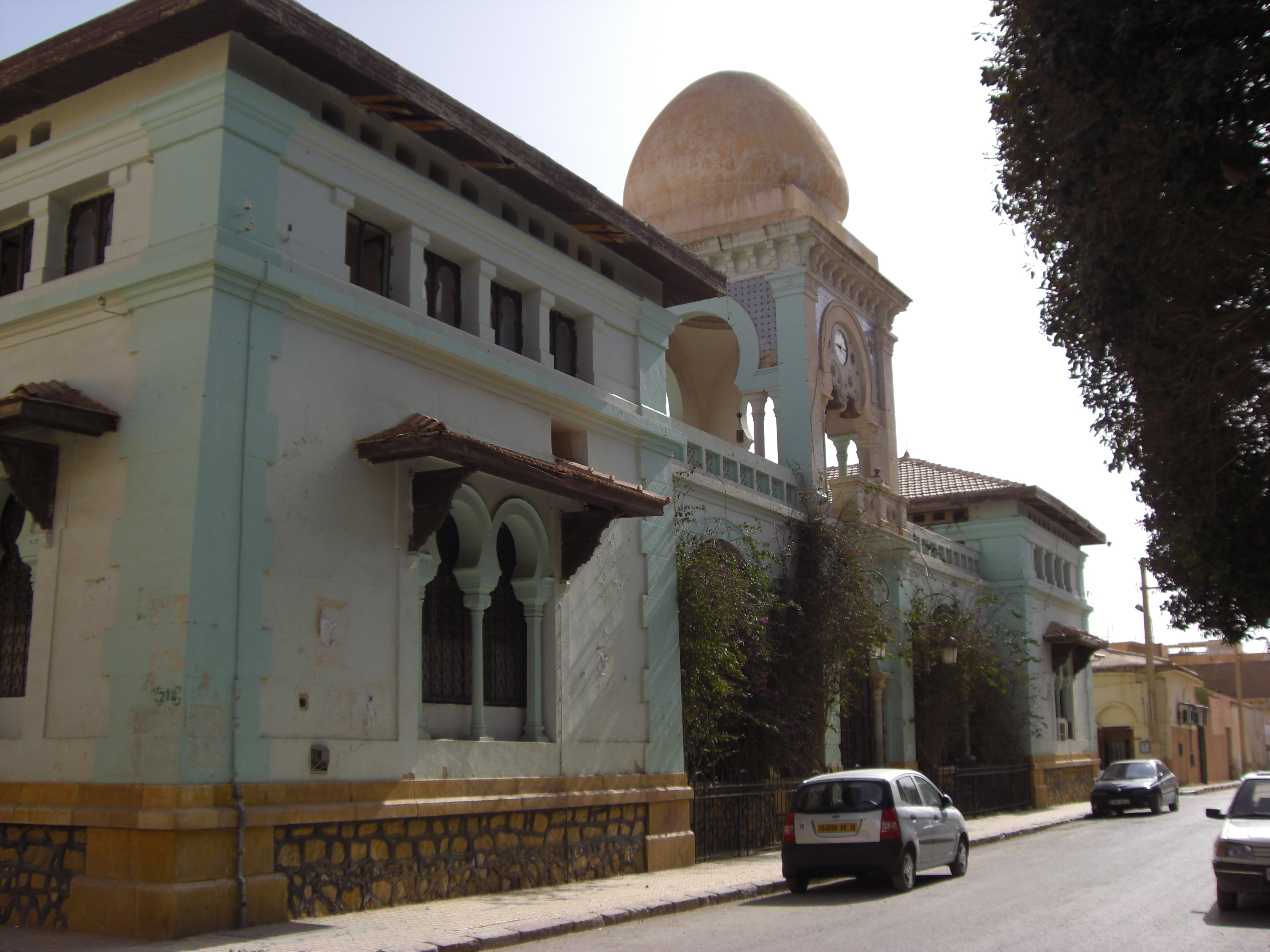
L'ancienne mairie.

### Patrimoine
Biskra est une ville ancienne, bien que les vestiges historiques sont peu nombreux. Les ruines des thermes de la ville romaine sont encore visibles sur la rive gauche de l'oued Biskra.
Il subsiste le fort turc sur la colline au nord et le mausolée Sidi Zarzour sur un rocher au milieu de l'oued. Les sept villages pré-coloniaux, linéaires, sont entièrement insérés dans la palmeraie.
La ville abrite plusieurs édifices datant de l'époque coloniale française : le siège de l'ancienne mairie ; l'hôtel du Sahara construit en terre en 1851, premier hôtel de Biskra ; l'hôtel Victoria ; l'hôtel de l'Europe ; l'hôtel Transatlantique, restauré et non classé ; dar Bengana ; dar El-Bey ; maison Caseneuve ; maison Crespin ; maison de Clara Sheridan ; école des Allées et café André-Gide.
À proximité, le conquérant arabe Oqba Ibn Nafaa est enterré sous la coupole de la vieille mosquée qui porte son nom. Cette mosquée passe pour être l'une des plus anciennes d'Algérie.

### Gastronomie
La cuisine de Biskra se compose de nombreux plats, dont le mhajeb dit localement Mahdjouba, la Dobara ou la Chakhchoukha.

### Langues
Située dans la périphérie des Aurès, Biskra est une ville arabophone, mais il existe une minorité berbérophone. Le chaoui est ainsi parlé par les « djebailis »: population venue s'installer dans la ville à la suite de l'exode rural. Depuis les années 1980, marquées par le printemps berbère, il y a eu un réveil identitaire amazigh dans la région qui se traduit par la promotion du parler chaoui chez les Djebailis.

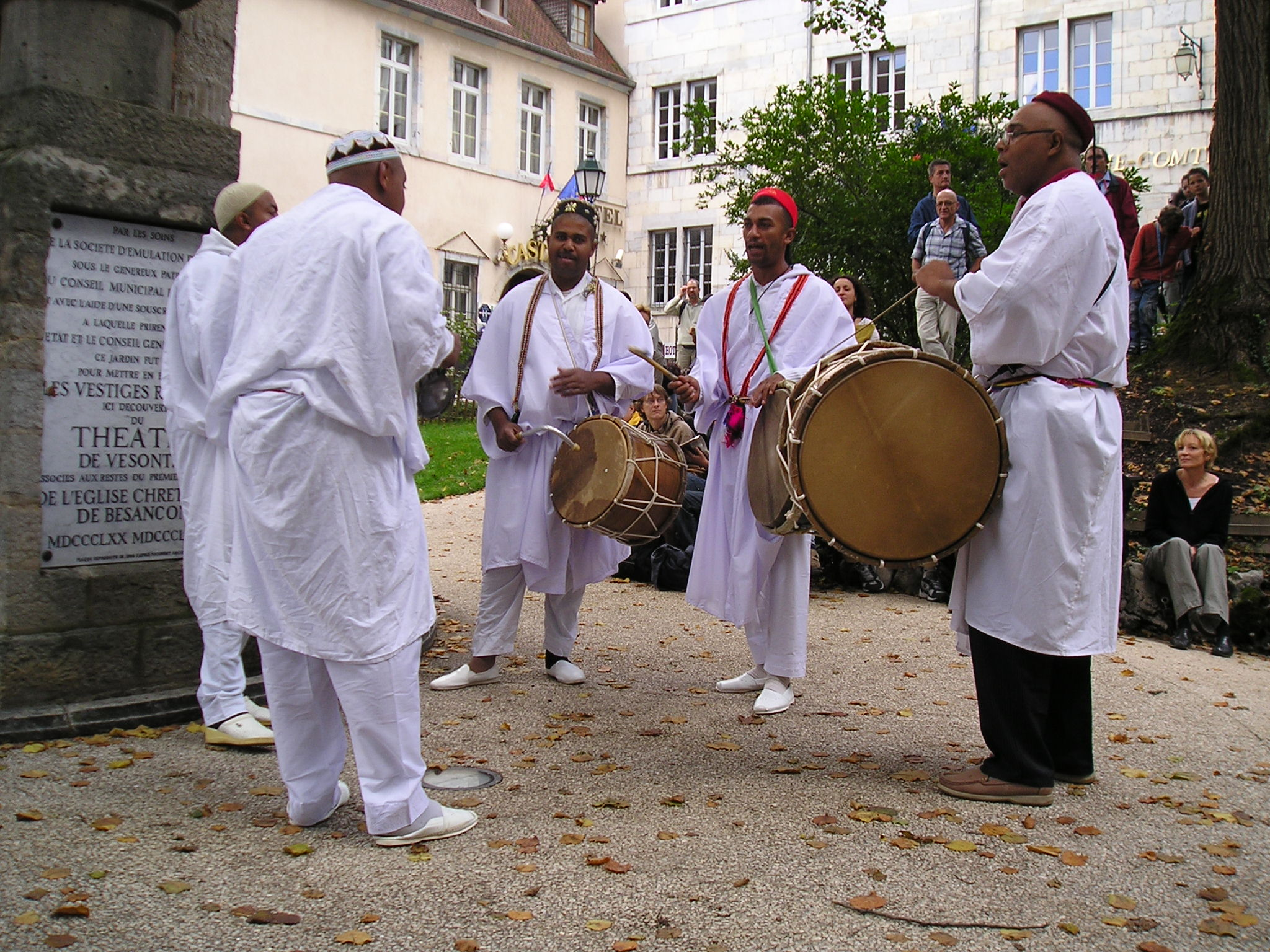
Le Diwan de Biskra, lors du festival de Musiques de Rues de Besançon 2006

### Musique
Un centre consacré aux grandes traditions musicales qui se sont maintenues à Biskra, a été ouvert. Il inclut les praticiens de plusieurs styles : la musique diwane, les sonneurs de cornemuses, les joueurs de gasbas et les ensembles de chants religieux soufis.
La musique diwane est une musique traditionnelle pratiquée par les populations d'origine africaine, qui a connu un dynamise ces dernières décennies. Le diwân de Biskra utilise un instrument qui lui est exclusif, le qouretou, une petite percussion. D'autres musiques sont pratiquées : le chant bédouin (aiyai), le raï ainsi que la musique chaouie et le malouf.

### Musées

Musée historique de la Wilaya VI.

La ville abrite un musée consacré à la Guerre d'Algérie et notamment à la Wilaya VI historique, baptisé Mohamed Chaâbani en 2009.

### Fêtes
De nombreuses fêtes y sont célébrées, soit religieuses ou culturelles, comme l'Aïd al-Adha, l'Aïd el-Fitr, Yennayer (le nouvel an berbère), la fête des dattes en novembre et la fête du printemps.

## Économie

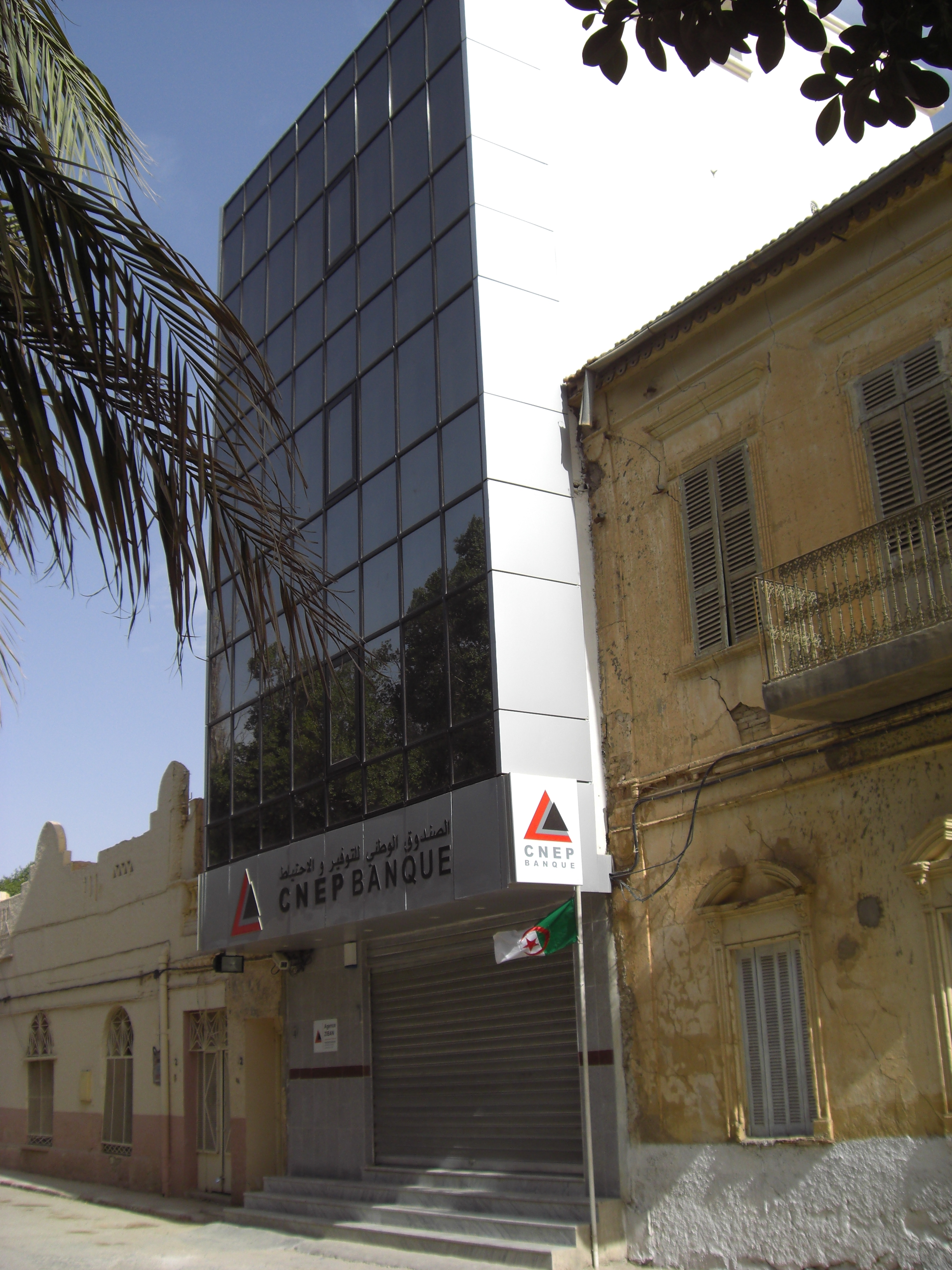
Banque CNEP à Biskra.

### Secteur tertiaire
Le secteur domine les activés économique à Biskra et occupe la majorité des actifs. Le potentiel de consommation et son statut administratif ont favorisé la prépondérance du secteur tertiaire.
La ville est une grande place commerciale, centre de collecte des dattes, point de redistribution des marchandises pour le Sud algérien. Ses commerçants grossistes commercent avec l'Europe, et rayonnent sur tout l'Est algérien.

### Industrie
Biskra est dotée d'une zone industrielle, située à l'ouest de la ville : filature de laine, unité de chaussures, câbles, téléphones, énergie et industries chimiques et plastiques (articles injectés, colles et adhésifs, articles à usage médical). La majorité des unités industrielles de la wilaya est concentrée au niveau de cette zone.
Le secteur s'est développé dans les années 1980-90, grâce aux unités nationales de la câblerie et du textile (ENICAB et ELATEX). Guedila, est une marque d'eau minérale en bouteille, dont le siège social est basé dans la commune de Djemorah.
Le Premier ministre, Abdelmalek Sellal a inauguré, en octobre 2015, une usine de production d'hypochlorite de soude et dérivés par électrolyse du sel, la cimenterie de Djemoura.

### Agriculture

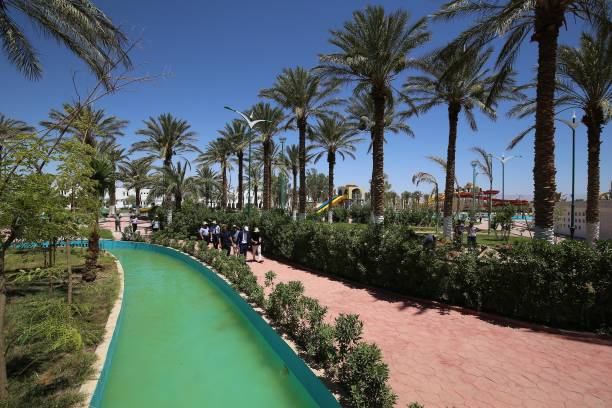
Jardin des Zibans

Biskra dispose d'une palmeraie ancienne, et importante de 100 000 palmiers. Quelques cultures maraîchères se pratiquent aujourd'hui surtout en périphérie de la ville. On trouve aussi certaines plantes dites rustiques (olivier, figuier et grenadier) réparties à travers les palmeraies. Toutefois, l'agriculture n'occupe qu'une petite minorité des actifs.
Les dattes de certaines régions de la wilaya de Biskra notamment de Tolga, de la variété deglet nour sont exportées à l'extérieur du pays.

### Tourisme
La station thermale de Hammam Salihine est située à 7 km au nord-ouest de la ville. Le Jardin des Zibans, est le plus grand parc aquatique nord-africain.
La ville a attiré 12 844 touristes en 2014, soit une augmentation de 60 % par rapport à 2013.

## Vie quotidienne

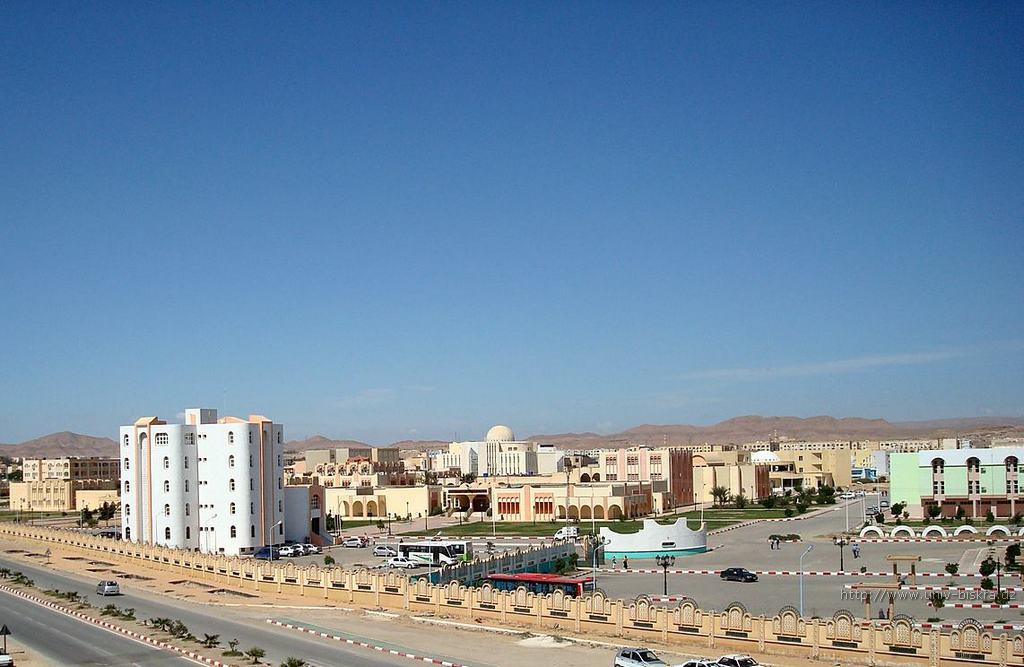
Université de Biskra.

### Enseignement supérieur
L'université de Biskra est composée de six facultés et un institut.

### Sports
La ville compte un club de football l'Union sportive de Biskra (USB), un club de tennis situé dans le centre-ville juste à côté la wilaya, et un club de basket-ball, le Makarem Biskra (MB Biskra).

### Relations internationales
La ville de Biskra est jumelée avec :
- Maubeuge (France)
- Tourcoing (France)
- Doha (Qatar)

### Festivals et salons
En mars 2012, la wilaya a accueilli le premier salon national de la commercialisation des légumes et des épices.

## Personnalités liées à la commune
- Abd al-Rahman Al-Akhdari, un savant majeur de l’école malikite, mathématicien
- Tayeb El Oqbi, un ouléma algérien originaire de Sidi Oqba membre de l'Association des oulémas musulmans algériens, un des plus grands réformateurs auprès de Ibn Badis
- Ahmed Reda Houhou, écrivain et martyr algérien, le premier écrivain algérien à avoir fait paraître un roman en langue arabe
- Aboubaker Djaber el Djazaïri, était un érudit islamique sunnite algérien.
- Mohamed Khider, homme politique, militant pendant la guerre d’indépendance et membre fondateur du Comité révolutionnaire d'unité et d'action
- Mohamed Chabani, combattant algérien pendant la guerre d’indépendance, il devient colonel  de la wilaya VI, puis devient colonel à la tête de la wilaya VI.
- Ahmed Ben Abderrazak Hamouda, dit colonel Si El Haouès combattant durant la révolution algérienne. Né en 1923 à M'Chouneche village des Aurès, wilaya de Biskra.
- Mohamed Balhi, journaliste et auteur, auteur du beau livre "Biskra, miroir du désert". Un des fondateurs de la cinémathèque de Biskra
- Bettina Heinen-Ayech (1937- 2020), artiste peintre allemande, installée en Algérie depuis février 1963. Vient dès décembre 1963 pour un premier hivernage à Biskra, passe ensuite régulièrement, chaque année, jusqu´en 1992, un séjour de travail d´un à deux mois, toujours de décembre à janvier, À partir de Biskra, elle entreprend de nombreux tours dans les Zibans et crée des peintures dans les oasis de Chetma, de Gartha, de Tolga, d´Oumache, de Tahouda, de Sidi Okba, ainsi que sur la route d´El-Oued et dans les Aures. Nombreuses expositions nationales et internationales. Nombreuses publications. La salle d'exposition du Palais de la culture de Guelma porte son nom[56],[57].
- Paul Leroy (1860-1942) collectionneur et peintre orientaliste à qui on doit le tableau L'oued à Biskra, visible au musée des beaux-arts à Brest.

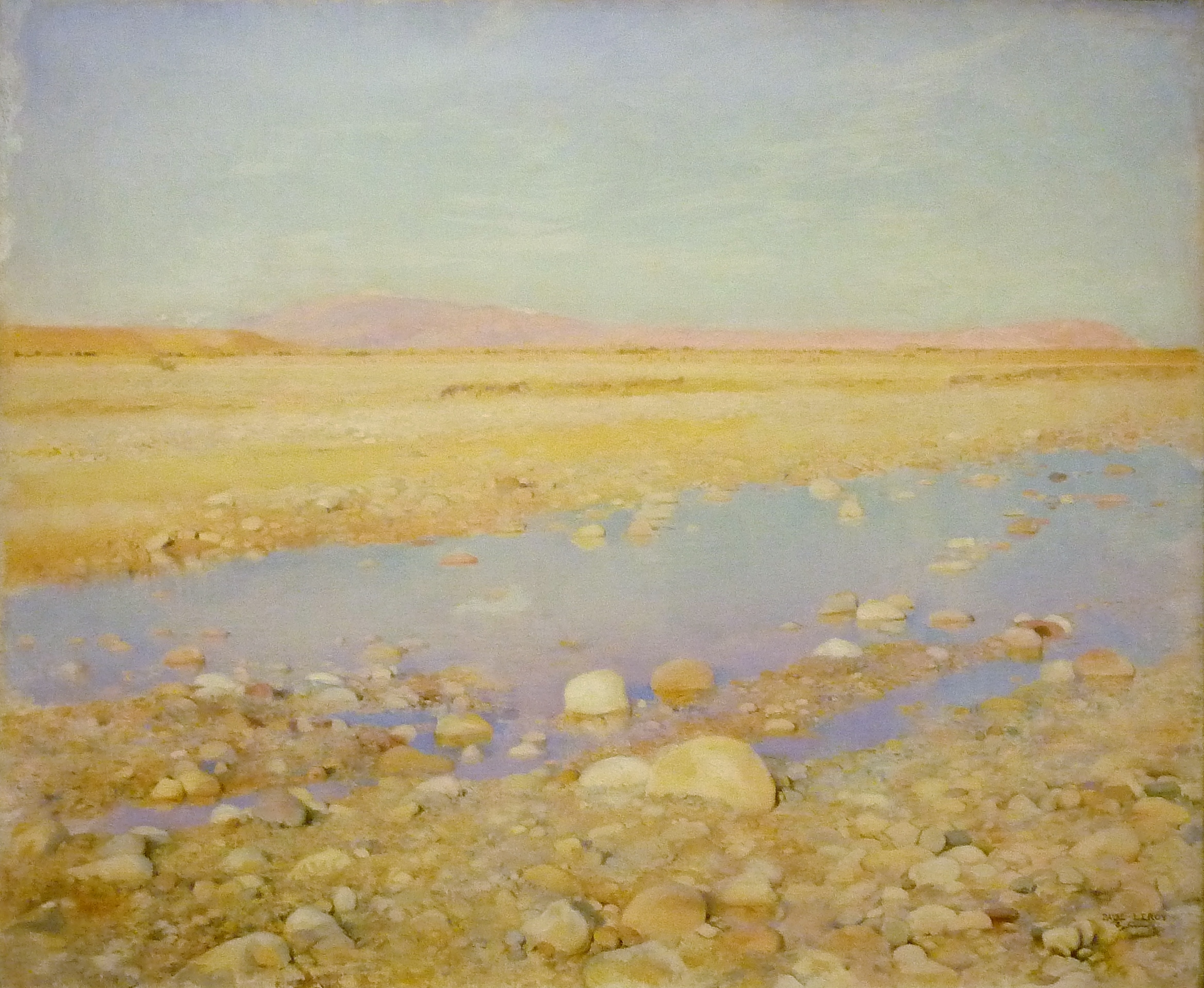
L'oued à Biskra (1904)

- L'oued à Biskra (1904)Erwin Bowien (1899-1972), artiste peintre allemand. Effectue lors d´un voyage en Afrique du Nord un premier séjour à Biskra en 1934. Entre 1963 et 1971, il effectue à nouveau de nombreux séjours à Biskra. Créations de nombreuses toiles dans la région de Biskra et surtout à Sidi Okba. Souvent en compagnie de sa principale élève, Bettina Heinen-Ayech[58],[59]
- Léna Bernstein, aviatrice, décédée à Biskra en juin 1932.
- Mohamed Laïd Al-Khalifa, poète, a vécu et a enseigné à Biskra. Il a été enterré à Biskra en 1979.
- Auguste Maure, photographe orientaliste français, fonde le tout premier studio de photographie de Biskra dans les années 1860.
- Marius Maure, photographe né à Biskra, fut à l'origine des toutes premières cartes postales de Biskra et de ses environs.
- Larbi Ben M'hidi, combattant et responsable du FLN durant la guerre d'Algérie, suivit une partie de sa scolarité dans une école de Biskra.
- Mohamed Khobzi, homme politique, y est né en 1927.
- Hamid Grine, journaliste, écrivain et ministre de la Communication dans le gouvernement de Sellal III, né le 20 juin 1954 à Biskra.
- Yvan Touitou, chercheur en chronobiologie né à Biskra en 1940.
- Kamel Baddari, physicien, y est né en 1960.
- Belkassem Ben Sedira, linguiste y est né en 1844.